# Église Saint-François-de-Sales de Genève
Pour les articles homonymes, voir Église Saint-François-de-Sales.
L'église Saint-François-de-Sales est une église du centre-ville de Genève, faisant partie de la paroisse éponyme, animée par la communauté des frères de Saint-Jean dans un quartier multiculturel. Le nom de la paroisse est de François de Sales, saint français du XVIIe siècle et évêque de la même ville.

## Situation géographique
La paroisse se situe à proximité des Hôpitaux universitaires de Genève, sur la rive gauche du Rhône, dans le quartier de Plainpalais,.

## Historique
Initialement, en 1870, la paroisse se situe à la rue Prévost-Martin. La chapelle, construite à l'initiative de l'évêque Gaspard Mermillod, étant devenue trop exiguë, la paroisse déménage en 1905 rue des voisins. Elle est d'abord administrée par les dominicains de Fribourg, en la personne du père Dominique Philippe[réf. nécessaire]. Par la suite, elle est confiée aux des frères de Saint-Jean à partir de 1985,,.
Benoît-Emmanuel Peltereau-Villeneuve y est curé de 1992 à 2008. En 1992, il y confonde le Festival Agapé.
En janvier 2008, à la suite d'affaires sexuelles, l'évêque Bernard Genoud demande à l'ensemble de l'équipe de frères de quitter la paroisse Saint-François de Sales,. Quatre nouveaux frères viendront les remplacer.
En 2022, à l'occasion des 400 ans de la mort de François de Sales, l’église Saint-François-de-Sales accueille la messe solennelle de l’Ascension diffusée sur RTS Un et en Eurovision.

## Sa pastorale

### Pour les enfants
La paroisse, en plus du catéchisme, dispense également du soutien scolaire en partenariat avec l'association genevoise des enfants du parc.

## Son patrimoine
Construite entre 1902 et 1904 dans le style néo-roman par l'architecte Edouard Chevallaz, l'église a été transformée à plusieurs reprises durant son existence, avec notamment un ravalement intérieur complet entre 1959 et 1963, sous la houlette de Georges Lacôte, ancien architecte cantonal.

L'église est classée depuis le 29 avril 1996. La restauration du clocher eu lieu en 2019,.
L'église contenait deux orgues : le grand orgue de tribune a été démonté en amont de la rénovation en 2015, mais l'orgue de chœur subsiste.

#### Ouvrages spécifiques
- Sabine Lob-Philippe, Rapport sur la décoration de l’église Saint-François-de-Sales à Genève, DAEL, 1994
- François Walter, Une paroisse dans la ville : Saint-François de Sales (Plainpalais, Genève), Presses d'histoire Suisse, coll. « Sciences humaines & sociales », 8 mai 2004 (ISBN 9782970046103)

#### Ouvrages généralistes
- Edmond Ganter, L'Église catholique de Genève seize siècles d'histoire, Éditions Slatkine, 1986 (ISBN 978-2-05-100791-7).
- Armand Brulhart et Erica Deuber-Pauli, « Autour de l’axe de la rue de Carouge », dans Ville et canton de Genève, Berne, SHAS, coll. « Arts et monuments », 1993 (1re éd. 1985), p. 181